# Jean Agélou

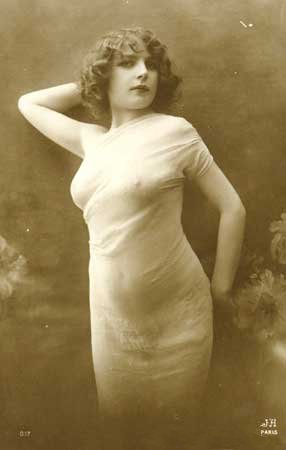
Fotografie von Fernande Barrey

Jean Agélou (* 16. Oktober 1878 in Alexandria; † 2. August 1921 in Gien) war ein französischer Porträt- und Erotikfotograf in den 1910er und 1920er Jahren.

## Leben
Jean Agélou war ein Meister seiner Zeit für erotische Aufnahmen für französische Postkarten. Sein Bruder Georges Agélou half ihm beim Vertrieb. Sein bevorzugtes Modell war seine Freundin Fernande Barrey (1893–1960), zugleich auch eine Prostituierte. Im Jahr 1917 heiratete sie den japanisch-französischen Maler Tsuguharu Foujita (1886–1968). Ein weiteres Modell war  Maud d’Orbay, eine Schauspielerin. Als 1908 in Frankreich Nacktaufnahmen verboten wurden, wurde die Nachfrage noch größer. Die beiden Brüder verstarben 1921 bei einem Verkehrsunfall.